# Micrófono de solapa

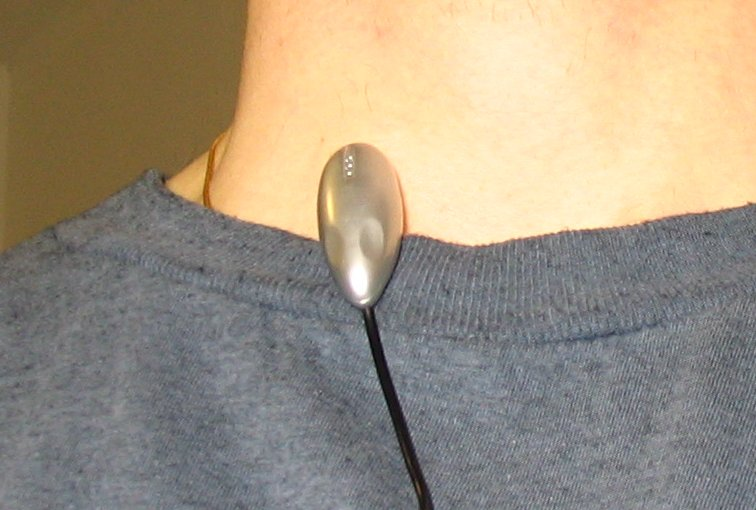
Micrófono de solapa montado en una camiseta

Un micrófono de solapa  (también llamado micrófono de corbata, micrófono de clip o micrófono personal; en ocasiones impropiamente traducido del inglés como micrófono Lavalier) es un tipo de micrófono pequeño utilizado para la toma de sonido en televisión, teatro, y audiciones públicas, que permite dejar las manos libres y facilita el desplazamiento por un escenario (cuando es inalámbrico) de la persona que lo utiliza.

## Características
Generalmente vienen equipados con una pequeña pinza para ser sujetados a la ropa (habitualmente en solapas y cuellos, o también en corbatas), aunque tradicionalmente se solían suspender de un cordón colgado del cuello.
El cable por el que se conectan con el equipo de transmisión de la señal captada puede esconderse entre la ropa. Son frecuentes los micrófonos de este tipo que incorporan un radiotransmisor (conocido coloquialmente como petaca) que se coloca en un bolsillo o se prende en un cinturón.
Estos micrófonos miniatura son a menudo suministrados con un conjunto de rejillas intercambiables de diferente espaciado, que permiten graduar la captación de distintas frecuencias, potenciadas por una cavidad resonante. Un pico de aproximadamente 6 dB en la banda de 6–8 kHz se considera beneficioso para compensar la pérdida de claridad del sonido cuando se montan sobre el pecho, al igual que el refuerzo de algunos decibelios en la frecuencia entre los 10 y los 15 kHz si están montados en el cabello por encima de la frente. Este método de aumentar las frecuencias altas no incrementa el ruido de la señal recogida, al contrario que si se ecualizara electrónicamente.

## Historia
El micrófono personal data de 1932, año en el que se presentaron varios tipos de distintas tecnologías, incluyendo modelos con diafragmas de condensador, cintas, bobinas dinámicas y pastillas de carbono. El término se hizo extensivo a cualquier micrófono pequeño que pudiese enganchanrse al ojal de un abrigo. Estos micrófonos ofrecían una libertad de movimientos desconocida hasta entonces.

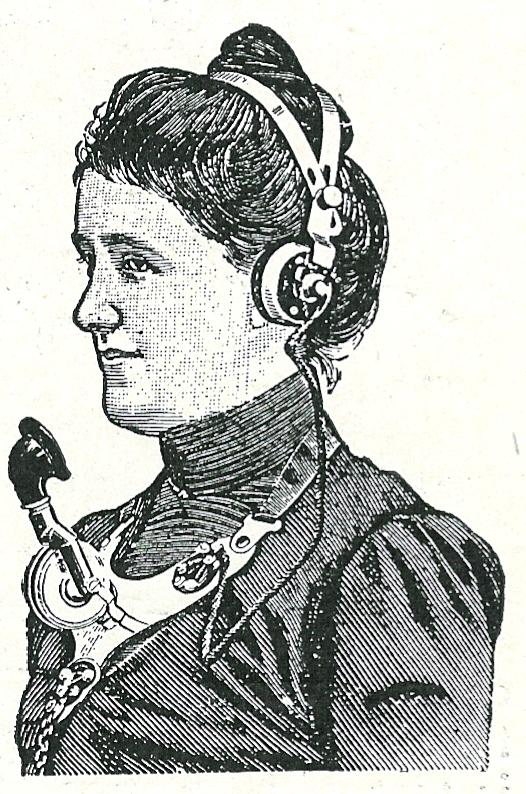
Uno de los primitivos micrófonos sujeto por una correa alrededor del cuello, utilizado por una operadora telefónica.

El nombre original en inglés dado a estos micrófonos, "lavalier", hace referencia a un tipo de colgante que se lleva alrededor del cuello, coincidiendo con que varias soluciones prácticas para facilitar el uso del micrófono implicaban colgarlo del cuello. Por ejemplo, en el caso de los dictáfonos, en los años 1940 el micrófono se colgaba de un collar para permitir cierta libertad de movimientos mientras se estaba grabando la voz en un cilindro de cera. Los controladores aéreos y los operadores telefónicos también han utilizado micrófonos, que asegurados por una correa alrededor del cuello, se situaban sobre el pecho del operador. De igual manera, en los años 1950 algunos micrófonos se diseñaron para ser colgados con un cordón alrededor del cuello, como el Modelo 647A de la empresa Electro-Voice, un pequeño micrófono dinámico omnidirectional. El 647A era ligero (57 g) y relativamente pequeño (19 mm de diámetro y 92 mm de longitud). En 1954, Shure ofrecía  un modelo algo más grande, el 530 Slendyne, que podía usarse como un micrófono de mano, de mesa, o ser llevado alrededor del cuello con un cordón como un "lavalier".

## Técnicas de montaje
Los micrófonos de solapa se sujetan de manera diferente según la naturaleza de su uso. En aplicaciones de teatro o musicales, donde el micrófono suele amplificar la voz de un actor o de un cantante, se suelen esconder en el cabello del intérprete; este emplazamiento elimina el ruido generado por el roce del micrófono contra la ropa por los movimientos. También permite evitar el anacronismo que supondría la aparición de personajes clásicos, muy anteriores a la época de la invención del micrófono, portando estos dispositivos. Ocasionalmente, se utilizan micrófonos de diadema, con un color similar al de la piel, cuando los actores o cantantes ejecutan movimientos rápidos o pasos de baile mientras cantan o hablan, como en algunos espectáculos musicales o en ciertas conferencias y presentaciones especialmente dinámicas. Un micrófono de diadema es básicamente un micrófono de solapa dotado de un mínimo soporte de plástico o de metal que permite sujetarlo a la cabeza o a una oreja del intérprete.

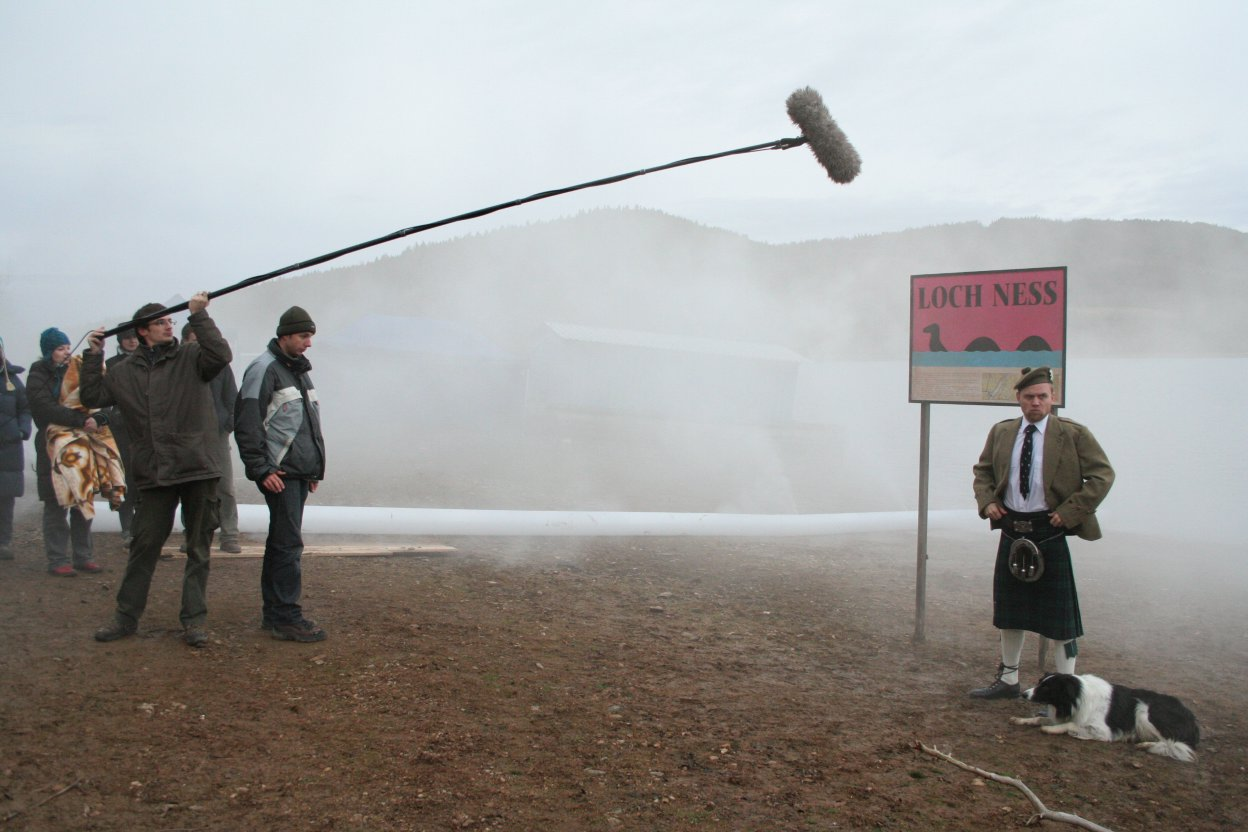
Micrófono suspendido de una pértiga, sustituido por micrófonos de solapa en planos muy abiertos, en los que es imposible dejar la jirafa fuera del encuadre.

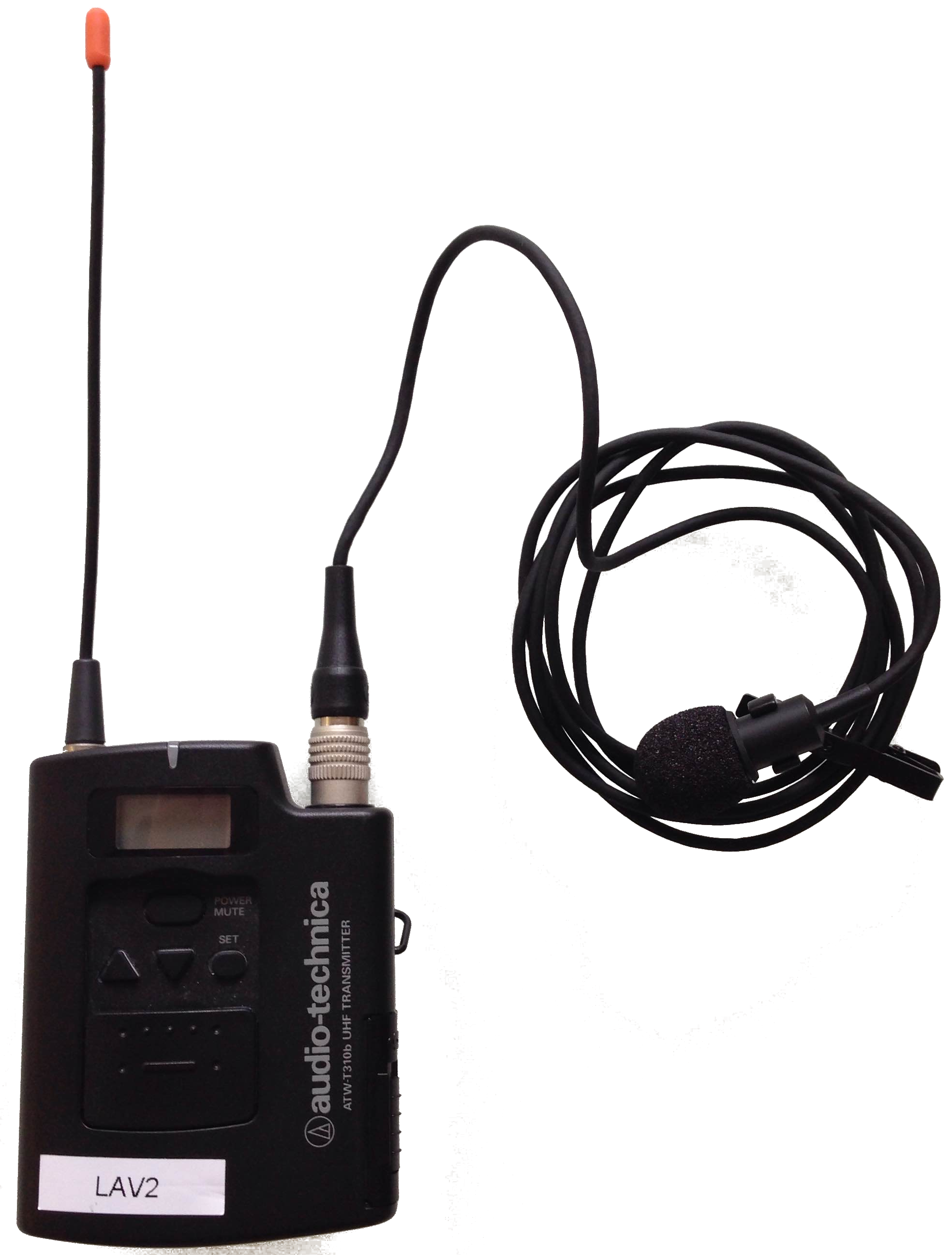
Micrófono personal inalámbrico, con su radiotransmisor ("petaca")

En aplicaciones televisivas y documentales, el micrófono normalmente se sujeta con su pinza a una prenda de la ropa del locutor, como una corbata, la solapa de una chaqueta o el cuello de una camisa. En películas de cine y series de televisión, casi siempre se esconden debajo de la ropa de los intérpretes. El micrófono de  pértiga (la clásica "jirafa" que sitúa el micrófono fuera de plano sobre la cabeza de los actores en los rodajes cinematográficos) por lo general proporciona un sonido más natural y de mejor calidad que un micrófono de solapa, y es casi siempre la primera elección de los responsables de sonido; sin embargo, para las tomas de exterior, a menudo puede ser más práctico utilizar micrófonos de solapa. Esta situación se da especialmente cuando se ruedan planos abiertos, en los que el operador de sonido no puede situarse cerca de los intérpretes para conseguir una buena señal. En estos casos, un micrófono personal escondido entre la ropa de los actores permite  conseguir una señal suficientemente buena como para grabar correctamente una conversación. Para minimizar el problema del ruido generado por el roce del micrófono contra la ropa, los técnicos de sonido a veces envuelven la cabeza de los micrófonos en una piel suave; o los colocan dentro de una esponja ahuecada, detrás de una tarjeta, de un botón, o dentro del nudo de una corbata.
La caja del transmisor (la "petaca") a la que se conecta el micrófono, también puede necesitar ser escondida bajo la ropa de una persona. Normalmente se sujetan con correas elásticas que sirven para mantener el transmisor oculto en varios lugares con espacio suficiente, como en la parte posterior de la cintura, justo por encima de la línea del cinturón; junto al muslo bajo una falda o vestido; sobre los tobillos bajo un pantalón; o incluso en el interior de una bota.

## Docencia
En 1984, un estudio administrado por la Universidad de Cornell concluyó que el uso de micrófonos personales en el ámbito académico era beneficioso para la propagación de la información. Al permitir que un conferenciante pueda moverse libremente por la sala, el uso de estos  micrófonos facilita que se pueda ofrecer una estimulación visual continua a la audiencia,  manteniendo su atención más tiempo o más eficazmente. Incluso en aulas pequeñas, con audiencias de veinticinco o menos personas, se probó la importancia de la libertad de movimiento de las manos del conferenciante para lograr una estimulación visual y capturar y mantener la atención de la audiencia.